# Turcja na Zimowych Igrzyskach Olimpijskich Młodzieży 2012
Turcję na Zimowych Igrzyskach Olimpijskich Młodzieży 2012, które odbywały się w Innsbrucku reprezentowało 4 zawodników.

## Skład reprezentacji Turcji

### Biegi narciarskie
Chłopcy
| Zawodnik     | Konkurencja   | Kwalifikacje | Kwalifikacje | Ćwierćfinał | Ćwierćfinał | Półfinał      | Półfinał      | Finał         | Finał         |
| Zawodnik     | Konkurencja   | Wynik        | Miejsce      | Wynik       | Miejsce     | Wynik         | Miejsce       | Wynik         | Miejsce       |
| ------------ | ------------- | ------------ | ------------ | ----------- | ----------- | ------------- | ------------- | ------------- | ------------- |
| Hamza Dursun | Sprint        | 1:49.46      | 25. Q        | 2:30.2      | 6.          | Nie awansował | Nie awansował | Nie awansował | Nie awansował |
| Hamza Dursun | Bieg na 10 km |              |              |             |             |               |               | 32:55.5       | 28.           |

### Narciarstwo alpejskie
Chłopcy
| Zawodnik          | Konkurencja     | Wyniki            | Wyniki            | Wyniki            | Wyniki            |
| Zawodnik          | Konkurencja     | Runda 1           | Runda 2           | Razem             | Miejsce           |
| ----------------- | --------------- | ----------------- | ----------------- | ----------------- | ----------------- |
| Mustafa Topaloglu | Slalom          | 48.34             | 48.87             | 1:37.21           | 29.               |
| Mustafa Topaloglu | Slalom gigant   | Zdyskwalifikowany | Zdyskwalifikowany | Zdyskwalifikowany | Zdyskwalifikowany |
| Mustafa Topaloglu | Supergigant     |                   |                   | 1:15.64           | 37.               |
| Mustafa Topaloglu | Superkombinacja | 1.14.99           | 47.66             | 2:02.65           | 32.               |

Dziewczęta
| Zawodnik   | Konkurencja     | Wyniki  | Wyniki  | Wyniki  | Wyniki  |
| Zawodnik   | Konkurencja     | Runda 1 | Runda 2 | Razem   | Miejsce |
| ---------- | --------------- | ------- | ------- | ------- | ------- |
| Dila Kavur | Slalom          | 53.74   | 49.08   | 1:42.82 | 26.     |
| Dila Kavur | Slalom gigant   | 1:10.13 | 1:10.75 | 2:20.88 | 38.     |
| Dila Kavur | Supergigant     |         |         | 1:20.46 | 30.     |
| Dila Kavur | Superkombinacja | 1.19.80 | 47.62   | 2.07.42 | 27.     |

### Skoki narciarskie
Chłopcy
| Zawodnik    | Konkurencja   | Runda 1   | Runda 1 | Runda 2   | Runda 2 | Razem  | Razem   |
| Zawodnik    | Konkurencja   | Odległość | Punkty  | Odległość | Punkty  | Punkty | Miejsce |
| ----------- | ------------- | --------- | ------- | --------- | ------- | ------ | ------- |
| Faik Yüksel | Indywidualnie | 64.5 m    | 100.6   | 62.5 m    | 95.3    | 195.9  | 16.     |